# Wilhelm von Linde
Pour les articles homonymes, voir Linde.
Simon Wilhelm Linde-Suden, depuis 1909 von Linde-Suden, (né le 7 août 1848 à Borby et mort le 10 septembre 1922 à Brunswick) est un général d'infanterie prussien.

## Biographie

### Carrière militaire
Linde étudie au lycée de Rendsburg et rejoint le 6e régiment d'artillerie de campagne de l'armée prussienne le 1er avril 1866, avec la perspective d'une promotion. La même année, pendant la guerre austro-prussienne, il participe avec le régiment à la bataille de l'armée du Main à Roßbrunn et au bombardement de Wurtzbourg. Après le traité de paix, Linde devient Portepeefähnrich le 15 octobre 1866 et sous-lieutenant le 9 novembre 1867. En août 1869, il est envoyé à l'École combinée d'artillerie et du génie pour poursuivre sa formation. Avec le début de la guerre contre la France, Linde rejoint l'état-major de la 2e département à pied en tant qu'adjudant en 1870 et participe aux bombardements de Phalsbourg et de Toul ainsi qu'au siège de Paris. Ses réalisations sont reconnues par l'attribution de la croix de fer de 2e classe.
Après la fin de la guerre, Linde étudie à l'Académie de guerre du 1er octobre 1872 au 26 juillet 1875 et est transféré au 21e régiment d'artillerie de campagne à Schweidnitz le 15 août 1874, où il est promu premier lieutenant. Il est ensuite affecté le 18 mai 1876 au Grand État-major, qui est prolongé d'un an en mai 1877. Ici, Linde est promu capitaine le 18 avril 1878 et transféré au budget subordonné. Le 7 avril 1881, il est transféré à Magdebourg à l'état-major général du 4e corps d'armée. Du 14 octobre 1882 au 13 mars 1885, Linde fait partie de l'état-major du 31e division d'infanterie à Strasbourg et sert ensuite comme commandant de compagnie dans le 91e régiment d'infanterie (de). Sous la responsabilité de l'état-major général de la 22e division d'infanterie, il est transféré à l'état-major général de l'armée le 7 janvier 1886. Promu major le 20 février 1886, Linde rejoint l'état-major du 11e corps d'armée à Cassel. Avec le transfert au 114e régiment d'infanterie, il reprend son service militaire le 21 septembre 1889 et devient commandant du 3e bataillon à Constance. Le 18 avril 1891, il est nommé officier d'état-major régulier et transféré au 46e régiment d'infanterie. Peu de temps après, promu lieutenant-colonel, Linde est nommé chef d'état-major général du gouvernorat de Metz le 29 mars 1892. À partir du 14 septembre 1893, il sert comme chef de département au Grand État-major, est promu colonel le 14 mai 1894 et est nommé à ce titre commandant du 36e régiment de fusiliers le 19 mars 1896. Avec sa promotion au grade de général de division, Linde devient le 20 juillet 1897 commandant de la 14e brigade d'infanterie (de) à Düsseldorf. Il abandonne cette importante unité le 3 décembre 1900 et commande jusqu'au 23 avril 1904 la 4e division d'infanterie à Bromberg. Linde est alors nommé général commandant du 11e corps d'armée et à ce poste, il est promu général de l'infanterie le 22 juin 1905.
Le 24 septembre 1906, il est relevé de son commandement et nommé président de la Cour militaire impériale, étant transféré au rang d'officier à la suite de l'armée. Parallèlement, à partir du 9 octobre 1906, Linde exerce également les fonctions de plénipotentiaire auprès du Conseil fédéral. En reconnaissance de ses nombreuses années de service, l'empereur Guillaume II. Linde est élevé à la noblesse héréditaire prussienne le 27 janvier 1909,. Le nom « Linde-Suden » est changé le 14 octobre 1909. Le 7 avril 1911, il est libéré de son emploi et, en approbation de sa demande de démission, est mis à sa disposition avec sa pension légale. À l'occasion de sa retraite, Linde reçoit l'Ordre du Mérite de la Couronne de Prusse. Il est également récipiendaire de la Grand-Croix de l'ordre de l'Aigle rouge et de l'ordre de la Couronne, de 1re classe.
Pendant la Première Guerre mondiale, Linde est réintégré comme officier zD et sert comme commandant général du commandement général adjoint du 10e corps d'armée à Hanovre du 2 août 1914 au 28 novembre 1916

### Famille
Linde se marie avec Wally Anderssen (1858–1908) le 10 octobre 1878 à Berlin. Les enfants suivants sont nés du mariage :
- Édith (née en 1879)
- Joachim (né en 1881), capitaine de réserve prussien marié avec Margarete von Krosigk (de) (né en 1889)
- Harald (né en 1883), capitaine de la Troupe de protection de l'Afrique orientale
- Armgard (née en 1885)
- Wolfgang (né en 1887), capitaine prussien du 11e bataillon de chasseurs à pied (de)
- Gerda (née en 1893) mariée avec Hermann von Eschwege, capitaine prussien du 92e régiment d'infanterie (de)
- Knut (1894–1914), tué en tant que lieutenant prussien dans le 36e régiment de fusiliers